# Хоторн, Найджел
Сэр На́йджел Ба́рнард Хо́торн (англ. Nigel Barnard Hawthorne, 5 апреля 1929, Ковентри, Великобритания — 26 декабря 2001) — британский актёр и продюсер.
Всемирную известность ему принесли роли сэра Хэмфри Эпплби в телесериалах «Да, господин министр!» и «Да, господин премьер-министр!», а также британского монарха в фильме «Безумие короля Георга».
Слава настигла Хоторна, лишь когда ему пошёл шестой десяток. По словам актёра, который отличался неуверенностью в себе, жизнь стала для него «борьбой за признание и достоинство».

## Путь к славе
Хоторн родился в Ковентри в 1929 году, но вскоре после этого переехал с семьей в Южную Африку. Из-за строгого воспитания и жесткого обращения в школе он рос неуверенным в себе и замкнутым ребёнком.
Отец Хоторна считал актёрскую профессию «недостаточно мужской» и хотел, чтобы его сын стал дипломатом.
Но после того, как Найджел сыграл в театральной постановке в Кейптауне, он решил, что ему следует делать карьеру на британской сцене, и в 22 года отправился в Англию, имея в кармане 12 фунтов.
Его первая попытка обернулась провалом. Хоторна почти не приглашали на роли, и, просидев 19 месяцев без работы, он был вынужден вернуться в Южную Африку.
В 1963 году он вновь решил попытать счастья в Британии, и в этот раз ему повезло больше. Он принимал участие в театральных постановках и телепрограммах и заслужил репутацию хорошего характерного актёра.

## Карьера
В 1977 году авторы Энтони Джей и Джонатан Линн заметили Хоторна в одной из его театральных ролей и пригласили играть сэра Хэмфри Эпплби в политическом комедийном телесериале «Да, господин министр!».
Хоторн был вынужден принимать лекарства, чтобы побороть нервозность на съемках. Тем не менее роль ловкого госслужащего, совмещающего обходительность и подобострастие с преследованием личных интересов, принесла ему четыре награды Британской академии кино и театрального искусства (BAFTA) и общенациональную популярность.
Ещё две этих награды он получил за роли в телевизионном многосерийном фильме «Хрупкое сердце» и ленте «Безумие короля Георга». Что интересно, актёр был единственным кандидатом на главную роль в «Безумии короля Георга» — к тому времени он уже получил награду за исполнение роли сумасшедшего короля на театральной сцене. Хоторн также был номинирован на премию «Оскар» за этот фильм.
На пике популярности сериала «Да, господин министр!» британский премьер Маргарет Тэтчер пригласила Хоторна на чай в резиденцию на Даунинг-стрит и решила тоже принять участие в съёмках.

## Болезнь и смерть
Последние полтора года актёр страдал от рака.

Скончался от сердечного приступа в возрасте 72 лет в своем доме в графстве Хартфордшир. Кен Макредди, который был агентом Найджела Хоторна в течение последних 30 лет, говорил:
«Он был замечательным актёром и отличным другом. Мне очень грустно».

## Фильмография
- 2001 — Зови меня Санта-Клаус (ТВ) / Call Me Claus — Ник
- 2001 — «Виктория и Альберт» / англ. Victoria & Albert (ТВ) — лорд Уильям Лэм, 2-й виконт Мельбурн
- 2000 — / 29 Glimpses at the Ghazi (ТВ)
- 2000 — Последний белый медведь/ The Last Polar Bears (ТВ)
- 1999 — Ататюрк: Основатель современной Турции/ Atatürk: Founder of Modern Turkey — Перси Лорейн
- 1999 — Тайный брак / The Clandestine Marriage — Лорд Оглби
- 1999 — / A Reasonable Man — Судья Уэндон
- 1999 — Тарзан / Tarzan — Профессор Архимед Кью Портер, озвучивание
- 1999 — Приговор / The Winslow Boy  — Артур Уинслоу
- 1999 — Неопровержимые улики / The Big Brass Ring — Ким Меннакер
- 1998 — Поместье / At Sachem Farm — Дядя Каллен
- 1998 — Мадлен / Madeline — лорд Ковингтон
- 1998 — Объект моего восхищения / The Object of My Affection — Родни Фрэйзер
- 1997 — Запретная территория (ТВ) / Forbidden Territory: Stanley’s Search for Livingstone — Дэвид Ливингстон
- 1997 — Амистад / Amistad — Мартин Ван Бюрен
- 1997 — Убийство в сознании / Murder in Mind — Доктор Эллис
- 1996 — Хрупкое сердце/ The Fragile Hear (ТВ) — Доктор Эдгар Паскоу
- 1996 — Двенадцатая ночь или что угодно / Twelfth Night: Or What You Will — Мальволио
- 1996 — Изнанка/ Inside (ТВ) — Полковник Крюгер
- 1995 — Ричард III / Richard III … Джордж, Герцог Кларенс
- 1994 — Безумие короля Георга / The Madness of King George — Георг III
- 1993 — Разрушитель / Demolition Man — Доктор Рэймонд Кокто
- 1992 — Специальный агент Фредди / Freddie as F.R.O.7 — Бригадир  G(озвучивание)
- 1991 — / Flea Bites (ТВ) — Крист
- 1991 — Испытания страны Оз (ТВ) / The Trials of Oz — Брайан Лири
- 1990 — / Relatively Speaking (ТВ) — Филлип Картер
- 1990 — Быстрее ветра / King of the Wind — Акмет
- 1990 — Горсть времени / En Håndfull tid  — Тед Уокер
- 1989 — Мужской дух/ Spirit of Man (ТВ) — Преп. Джонатан Гуэрдон
- 1988 — Рарг / Rarg — озвучивание
- 1986—1987 — Да, господин Премьер-министр (телесериал) / Yes, Prime Minister — Сэр Хамфри Эпплби
- 1985 — Дневник Черепахи / Turtle Diary … Издатель
- 1985 — Чёрный котел / The Black Cauldron — Ффлам, озвучивание
- 1985 — Война Дженни (ТВ) / Jenny’s War … Полковник
- 1984 — / The Chain  — Мистер Торн
- 1984 — Дом/ The House (ТВ) — Генерал Фагг
- 1984 — Папа Иоанн Павел II/ Pope John Paul II (ТВ) — Стефан Вышинский
- 1983 — Конец времён/ Dead on Time
- 1983 — Тартюфф/ Tartuffe, or The Impostor (ТВ) — Оргон
- 1982 — Ганди / Gandhi — Киннок
- 1982 — / The Barchester Chronicles (телесериал) — Архидьякон Грантли
- 1982 — Отчаянные псы / The Plague Dogs — Доктор Бойкотт, озвучивание
- 1982 — Критик/ Critic, The (ТВ) — Снир
- 1982 — Огненный лис / Firefox — Пётр Баранович
- 1982 — / The World Cup: A Captain’s Tale,  (ТВ) — Джон Уэствуд
- 1982 — Женщина по имени Голда/ A Woman Called Golda (ТВ) — Король Абдулла
- 1982 — Горбун из Нотр-Дама (ТВ) / The Hunchback of Notre Dame — Магистрат
- 1981 — / Memoirs of a Survivor — Отец
- 1981 — Всемирная история / History of the World: Part I — городской чиновник — сегмент Французская Революция
- 1980 — История двух городов/ A Tale of Two Cities (ТВ) — Мистер С. Джей Страйвер
- 1980 — Буря/ The Tempest (ТВ) — Стефано
- 1980—1984 — Да, господин министр (телесериал) / Yes Minister — Сэр Хамфри Эпплби
- 1979 — / The Knowledge (ТВ) — Мистер Берджесс
- 1978 — Возвращение моряка/ The Sailor’s Return — Мистер Фосс
- 1978 — / Sweeney 2 — Дилк
- 1978 — Эдвард и миссис Симпсон/ Edward & Mrs. Simpson (телесериал) — Уолтер Монктон
- 1978 — Холокост (мини-сериал) / Holocaust — Ольдендорф
- 1978 — Обитатели холмов / Watership Down — Кэмпион
- 1977 — / Eleanor Marx: Eleanor (ТВ) — Энгельс
- 1977 — / Eleanor Marx: Tussy (ТВ) — Энгельс
- 1975 — / Spiderweb — Ллонрот
- 1975 — Потайное место / The Hiding Place — Пастор Де Рютье
- 1975 — / Decisions, Decisions (видео)
- 1974 — / S*P*Y*S … Крофт
- 1972 — Молодой Уинстон / Young Winston — Бур Сентри, в титрах не указан
- 1970—1984 — Пьеса дня/ Play for Today (телесериал) — Фултон
- 1969 — / Mrs. Wilson’s Diary (ТВ)  — Рой Дженкинс
- 1968—1977 — / Dad’s Army (телесериал) — Злой мужчина
- 1965—1983 — / Play of the Month (телесериал) — Мистер Снир
- 1963 — Отчаянные люди/ The Desperate People (телесериал) — Клифф Флетчер

### Продюсер
- 1999 — Тайный брак / The Clandestine Marriage
- 1998 — Поместье / At Sachem Farm
- 1997 — Убийство в сознании / Murder in Mind